# Марьяненко, Иван Александрович
Ива́н Алекса́ндрович Марья́ненко (настоящая фамилия — Петлишенко; укр. Іван Олександрович Мар’яненко) (9 (21 июня) 1878, х. Сочеванов — 4 ноября 1962, Харьков) — украинский, советский актёр театра и кино, театральный режиссёр, педагог. Народный артист СССР (1944). Лауреат Сталинской премии первой степени (1947).

## Биография
Иван Петлишенко родился 28 мая (9 июня) 1878 года на хуторе Сочеванов вблизи села Марьяновка (ныне в Кропивницком районе Кировоградской области Украины) в семье бедного крестьянина.
Его дядя, украинский актёр и драматург М. Л. Кропивницкий помог Ивану и его младшему брату Марку окончить Купянское уездное училище, а в 1895 году принял их в свою труппу, где молодой актёр начал выступать под псевдонимом Марьяненко. Первый успех пришёл с ролью Власа в пьесе М. Л. Кропивницкого «Олеся».
В 1899 году перешёл в труппу А. З. Суслова, где утвердился в амплуа лирического любовника (1899—1906). С труппой гастролировал в Москве и Санкт-Петербурге. В 1903—1904 годах — в труппе Ф. П. Волика. В 1907 году поступил в первый постоянный украинский Театр Н. К. Садовского, открытый в Киеве, где работал до 1914 года. В 1914—1915 годах — актёр 2-го Киевского городского русского театра антрепренёра Б. фон Мевеса.
В 1915 году сформировал Товарищество украинских актёров, в состав которого вошли как молодые актёры, так и известные: П. К. Саксаганский и М. К. Заньковецкая. Здесь выступал не только как актёр, но и как режиссёр.
В 1917 году — директор, актёр и режиссёр Национального образцового театра, созданного по инициативе Товарищества «Национальный театр», в 1918 — актёр Государственного драматического театра, в 1919—1923 — комиссар (директор), актёр Первого театра Украинской советской республики им. Т. Шевченко (ныне Днепровский драматический театр имени Т. Шевченко), созданного на базе Государственного драматического театра и Народного театра, созданного на базе Национального образцового театра (все в Киеве).

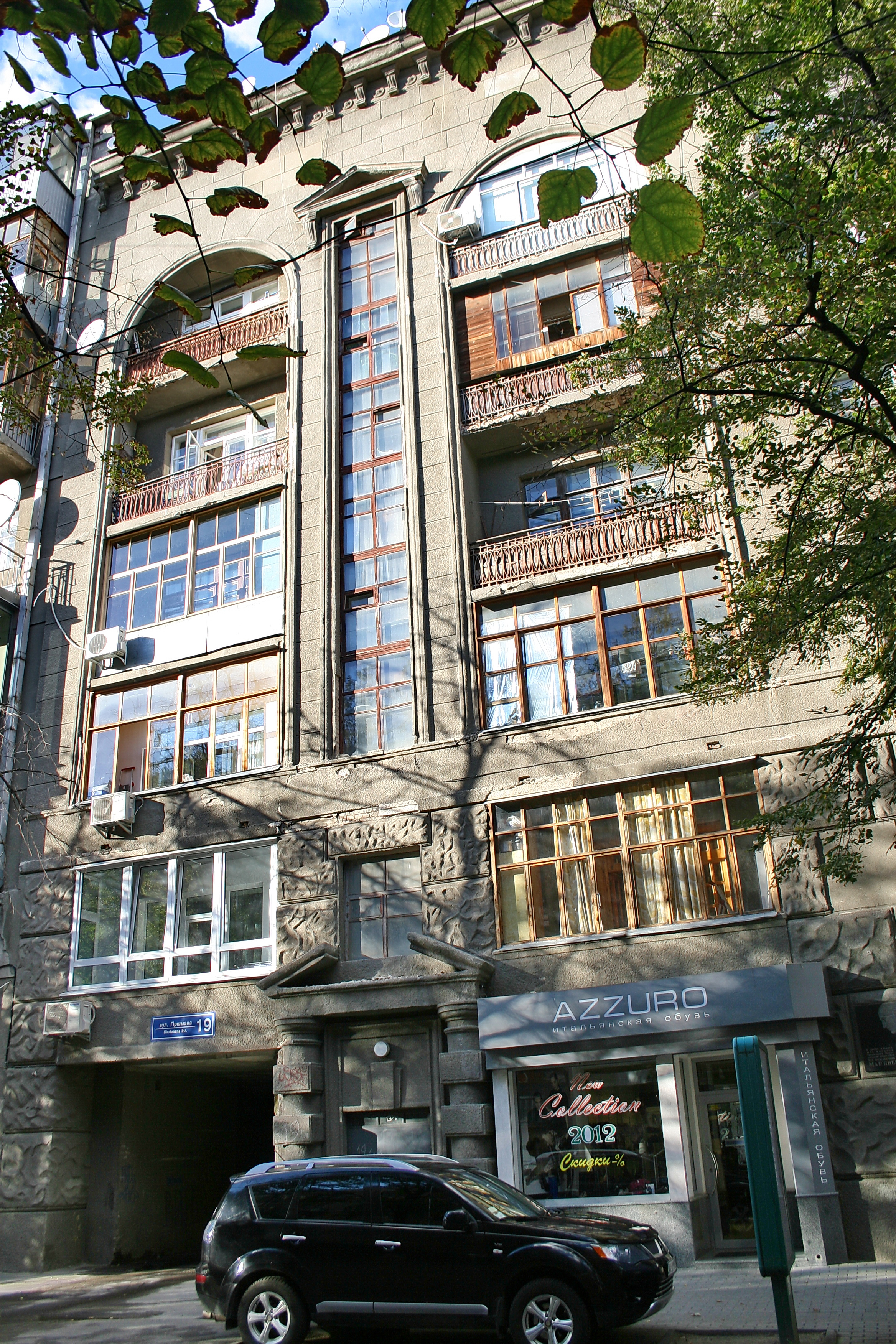
Дом, в котором жил И. А. Марьяненко. Харьков

В 1923 году как актёр вступил в театр «Березиль» в Киеве (с 1926 — в Харькове, с 1935 — Харьковский украинский драматический театр имени Шевченко), которым руководил Лесь Курбас. Когда начались гонения на Л. Курбаса, пытался выступать в защиту режиссёра, но безуспешно. После разгрома театра в 1933—1934 годах остался в труппе. В 1935—1958 годах — актёр Харьковского украинского драматического театра им. Т. Шевченко. В 1925 году — актёр Харьковского театра им. И.Франко (ныне Национальный академический драматический театр имени Ивана Франко в Киеве).
У многих вызвало удивление вступление именитого актёра в экспериментальный театр. Но сам артист, когда бы ни вспоминал о своём содружестве с Л. Курбасом, говорил: «Вспоминая то время, считаю, что принял целиком правильное решение. И поэтому я дожил до конца своей сценической жизни именно в коллективе этого театра».
Развивая традиции украинского театра, создал галерею образов в комедии, драме и трагедии.
В 1933—1935 годах позировал М. Г. Манизеру для фигуры связанного казака многофигурного памятника Шевченко в Харькове.
В 1907—1917 годах преподавал в Киевской музыкально-драматической школе Н. В. Лисенка, в 1917—1925 — в созданном на базе этой школы Высшем музыкально-драматическом институте имени Н. Лысенко (ныне Киевский национальный университет театра, кино и телевидения имени И. К. Карпенко-Карого). В 1925—1941 и 1944—1961 годах вёл педагогическую работу в Харьковском театральном институте (ныне Харьковский национальный университет искусств имени И. П. Котляревского) (с 1946 — профессор кафедры актёрского мастерства). Среди учеников — В. Василько, И. Козловский, Б. Романицкий, Н. Ужвий, И. Кравцов.
С 1920 по 1923 годы — уполномоченный Наркомпроса Украинской ССР по Народному театру. С 1927 по 1932 годы — член Президиума, с 1929 по 1932 годы — член ЦК Всеукраинского Комитета профсоюза работников искусства.
Умер 4 ноября 1962 года в Харькове на 85-м году жизни. Похоронен на 2-м городском кладбище.

### Семья
- Жена — Ольга Петровна Полянская-Карпенко (1869—1943), украинская певица и драматическая актриса
- Дядя — Марк Лукич Кропивницкий (1840—1910), украинский актёр и драматург
- Брат — Марк Александрович Петлишенко (1880—1938), театральный актёр, был репрессирован в 1938 году[3]

## Награды и звания
- Заслуженный артист Украинской ССР
- Народный артист Украинской ССР (1940)
- Народный артист СССР (1944)
- Сталинская премия первой степени (1947) — за исполнение главной роли в спектакле «Ярослав Мудрый» И. А. Кочерги
- Орден Ленина (1945)
- Три ордена Трудового Красного Знамени (1947, 1951, 1960)
- Медаль «За доблестный труд в Великой Отечественной войне 1941—1945 гг.»
- Медали

## Творчество

### Роли

#### ТруппаА. З. Суслова
- Квитка — «Талан» М. П. Старицкого
- Василий — «Цыганка Аза» М. П. Старицкого
- Борис — «Пока солнце взойдет, роса очи выест»М. Л. Кропивницкого
- Игнат — «Бесталанная» И. К. Карпенко-Карого

#### Театр Садовского
- Панас — «Бурлак» И. К. Карпенко-Карого
- Игнат Голый — «Савва Чалый» И. К. Карпенко-Карого
- Тарас — «Бондаривна» И. К. Карпенко-Карого
- Хлестаков — «Ревизор» Н. В. Гоголя
- Жадов — «Доходное место» А. Н. Островского
- Дон Жуан — «Каменный властелин» Л. Украинки

#### Национальный образцовый театр
- 1917 — «Тартюф» Мольера — Тартюф

#### Государственный драматический театр
- 1918 — «Возчик Геншель» Г. Гауптмана — Геншель

#### Первый театр Украинской советской республики им. Т. Шевченко
- 1919 — «Ткачи» Г. Гауптмана — Анхорге
- 1920 — «Гайдамаки» по Т. Г. Шевченко — Гонта
- 1921 — «Северные богатыри» Г. Ибсена — Эрнульф

#### Театр «Березиль»
- 1926 — «Седи» С. Моэма и Д. Колтона — Девидсон
- 1927 — «Сава Чалый» И. К. Карпенко-Карого — Потоцкий
- 1928 — «Бронепоезд 14-69» В. В. Иванова — Вершинин
- 1932 — «Хозяин» И. К. Карпенко-Карого — Финоген
- 1933 — «Гибель эскадры» А. Е. Корнейчука — Стрижень
- 1934 — «Мартын Боруля» И. К. Карпенко-Карого — Омелько
- 1934 — «Платон Кречет» А. Е. Корнейчука — Берест

#### Харьковский украинский драматический театр имени Шевченко
- 1935 — «Васса Железнова» М. Горького — Прохор
- 1937 — «Правда» А. Е. Корнейчука — Кузьма Рыжов
- 1937 — «Скупой рыцарь» А. С. Пушкина — Барон
- 1937 — «Любовь Яровая» К. А. Тренёва — Горностаев
- 1938 — «Гроза» А. Н. Островского — Дикой
- 1939 — «Назар Стодоля» Т. Г. Шевченко — Кичатый
- 1939 — «Богдан Хмельницкий» А. Е. Корнейчука — Богдан
- 1940 — «Евгения Гранде» по О. Бальзаку — Феликс Гранде
- 1942 — «Фронт» А. Е. Корнейчука — Горлов
- 1946 — «Ярослав Мудрый» И. А. Кочерги — Ярослав Мудрый
- 1950 — «Навеки вместе» Л. Д. Дмитерко — Пушкарь
- 1952 — «Ревизор» Н. В. Гоголя — Земляника
- 1952 — «Любовь на рассвете» Я. А. Галана — Стефан Петрич.

### Постановки

#### Товарищество украинских актёров
- 1915 — «Голубая роза» Л. Украинки
- 1916 — «Сказки старой мельницы» С. Ф. Черкасенко

#### Национальный образцовый театр
- 1917 — «Оборона Буши» М. П. Старицкого

### Роли в кино
- 1911 — Мати-наймичка
- 1911 — Наталка-Полтавка (фильм-спектакль) — Микола
- 1912 — Труп № 1346 — бандит
- 1929 — Ливень — Иван Гонта

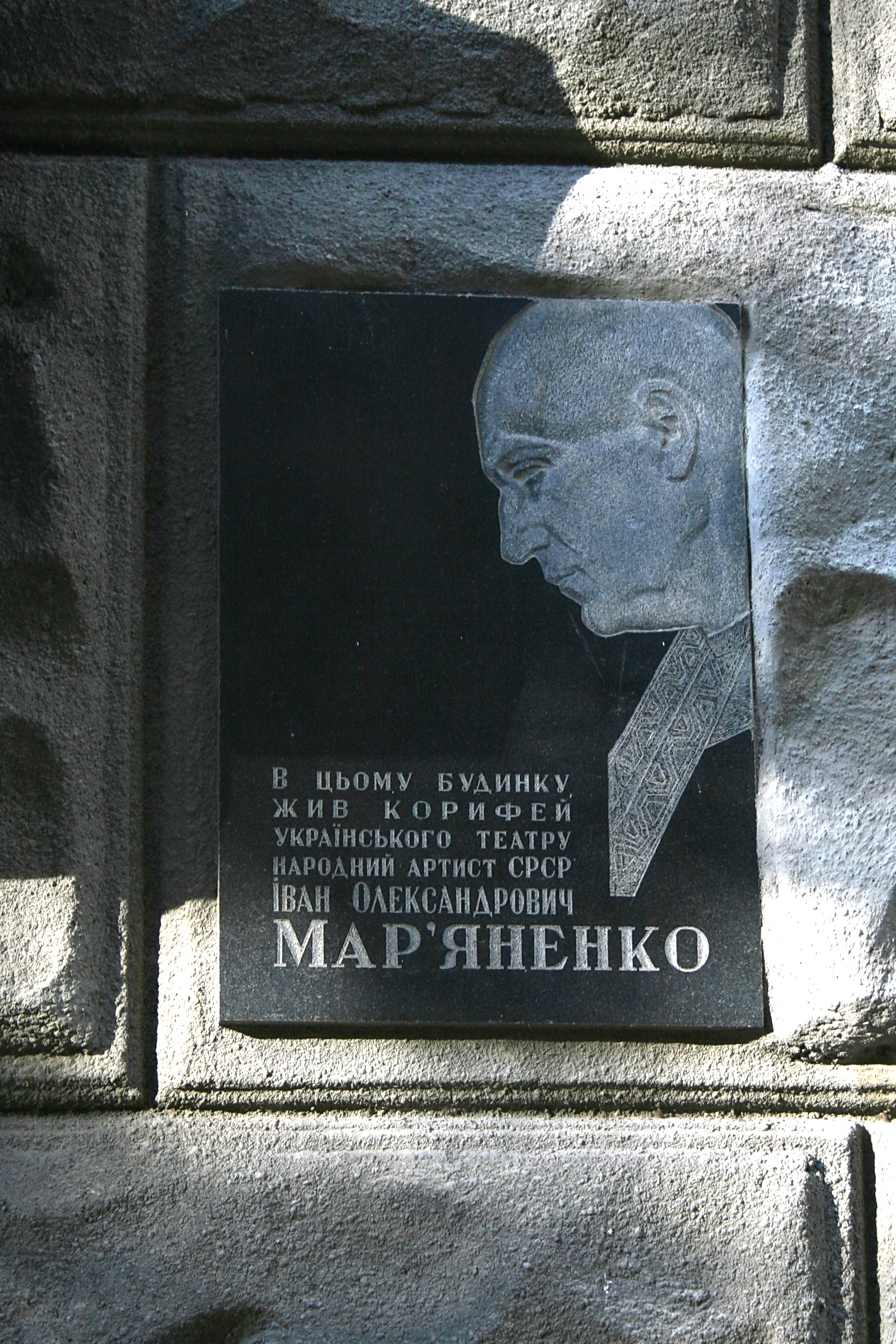
Мемориальная доска на доме, в котором жил И. А. Марьяненко. Харьков

- 1931 — Фата Моргана — Подпара
- 1933 — Колиивщина — 'Иван Гонта
- 1936 — Прометей — генерал Ладанский
- 1957 — Любовь на рассвете (фильм-спектакль) — Штефан Петрич

### Литературные сочинения
- Прошлое украинского театра. — Киев, 1953.
- Сцена, актёры, роли. — Киев, 1964.

## Память
- В честь И. Марьяненко названы переулок в Киеве и переулок в Харькове.
- На доме, где жил актёр в Харькове, установлена мемориальная доска.
- В 1980 году вышел документальный фильм «Иван Марьяненко».